# Ngũ (họ)
Ngũ là một họ của người châu Á. Họ này có mặt ở Trung Quốc (chữ Hán: 伍, Bính âm: You) và Triều Tiên (Hangul: 오, Romaja quốc ngữ: Oh). Trong danh sách Bách gia tính họ này xếp thứ 89. Ở Việt Nam hiện nay có một số dòng tộc họ Ngữ tập trung chủ yếu ở các huyện Diễn Châu, Nam Đàn, Thanh Chương... của tỉnh Nghệ An với số lượng Khoảng 45000 người.

## Người Trung Quốc họ Ngũ nổi tiếng
- Ngũ Tử Tư, tên thật là Ngũ Viên, danh thần nước Ngô cuối thời Xuân Thu
- Ngũ Đình Phương, thủ tướng Trung Hoa Dân Quốc
- Ngũ Thu Hà , thủ tướng Việt Nam Cộng Hoà , con của danh thần Ngũ Văn Lan